# Casa Memorială „Dr. Vasile Lucaciu”
Casa Memorială „Dr. Vasile Lucaciu” este un muzeu județean din Apa, amplasat în nr. 246. Prezintă documente și obiecte evocând viața și activitatea memorandistului transilvănean Vasile Lucaciu (1852 - 1922).
Casa, ridicată în anul 1874, este construită din lemn, acoperită cu paie, formată din două camere, tindă și prispă, un exemplu de arhitectură populară specifică zonei Someșului inferior. Aici a locuit dr. Vasile Lucaciu în perioada 1885-1914.
Casa este joască cu acoperișul din paie în două pante. Planul ei are trei încăperi, camera din față sau „camera curată”, în mijloc o tindă și camera din spate. Interiorul din prima cameră este amenajat în stil tradițional, conținând obiecte de mobilier, icoane pe sticlă, vase de ceramică, încăperea fiind dominată de biroul de lucru al dr. Vasile Lucaciu. Tinda redă aspectul tradițional prin cuptorul cu horn deschis și diferite obiecte de uz casnic. În camera din spate sunt expuse cărți, fotografii și diferite documente specifice perioadei în care a trăit și activat Vasile Lucaciu.
Casa memorială este una din componentele Muzeului memorial Vasile Lucaciu inaugurat în anul 1968.
Casa memorială a fost inaugurată în anul 1981, pe 25 ianuarie. În decembrie 1989, în curtea ei a fost amplasat și dezvelit un bust al lui Vasile Lucaciu, operă a sculptorului Rădulescu Gil. După ce a fost neglijată mai mult de 30 de ani (în 2005 casa a fost doar văruită și acoperișul de paie a fost înlocuit cu unul de trestie), casa a fost restaurată integral prin Programul de Cooperare Transfrontalieră Ungaria–România 2007–2013 și dotată cu facilități moderne pentru primirea turiștilor. Expoziția memorială, inaugurată la 8 septembrie 2014, a fost reorganizată, astfel încât să redea atmosfera anilor în care a trăit Vasile Lucaciu.

## Monument istoric
Clădirea muzeului a fost declarată monument istoric în 2004, având codul SM-II-m-B-05260, dar a dispărut din listele ulterioare.